# Aziatische kampioenschappen judo 1997
De Aziatische kampioenschappen judo van 1997 werden op 22 en 23 november 1997 gehouden in Manilla, in de Filipijnen. 

## Medailles

### Mannen
| Onderdeel          | Goud              | Goud | Zilver            | Zilver | Brons                            | Brons   |
| ------------------ | ----------------- | ---- | ----------------- | ------ | -------------------------------- | ------- |
| Klasse tot 60 kg   | Kozo Sekiguchi    | JPN  | Yeh Hsin-Hung     | TPE    | Tariel Kaziev Kang Myong-Chang   | KAZ PRK |
| Klasse tot 65 kg   | Kim Jong-Won      | KOR  | Pankaj Sharma     | IND    | Ryuji Sonoda Kai Kang            | JPN CHN |
| Klasse tot 71 kg   | Kwak Dae-sung     | KOR  | Halium Boldbaatar | MGL    | Takehisa Iwakawa Pae Song-Nam    | JPN PRK |
| Klasse tot 78 kg   | Yoon Dong-Sik     | KOR  | Farkhod Turaev    | UZB    | Kwak Ok-Chol Ruslan Seilkhanov   | PRK KAZ |
| Klasse tot 86 kg   | Cho Byung-Ok      | KOR  | Kosei Arikawa     | JPN    | Teng Guangyin Mussa Zalpulayev   | CHN KAZ |
| Klasse tot 95 kg   | Sergey Shakimov   | KAZ  | Park Sung-Keun    | KOR    | Wei Fuouiang Teruya Ishida       | CHN JPN |
| Klasse boven 95 kg | Jun Konno         | JPN  | Ochir Odgerel     | MGL    | Huang Ho-Suei Vyacheslav Berduta | TPE KAZ |
| Open klasse        | Katsuyuki Masuchi | JPN  | Park Sung-Keun    | KOR    | Huang Ho-Suei Vyacheslav Berduta | TPE KAZ |

### Vrouwen
| Onderdeel          | Goud           | Goud | Zilver       | Zilver | Brons                            | Brons   |
| ------------------ | -------------- | ---- | ------------ | ------ | -------------------------------- | ------- |
| Klasse tot 48 kg   | Yoo Hi-Joon    | KOR  | Atsuko Nagai | JPN    | Li Lingling Yu Shu-Chen          | CHN TPE |
| Klasse tot 52 kg   | Kye Sun-hui    | PRK  | Kim Hae-Sook | KOR    | He Ji Shinko Sato                | CHN JPN |
| Klasse tot 56 kg   | Ri Myong-Hwa   | PRK  | Zheng Linli  | CHN    | Jeon Soh-Young Masako Otsuka     | KOR JPN |
| Klasse tot 61 kg   | Jung Sung-Sook | KOR  | Kie Kusakabe | JPN    | Marina Mikheyeva Li Shufang      | MGL CHN |
| Klasse tot 66 kg   | Song Jianfeng  | CHN  | Natsuko Sano | JPN    | Wu Meiling Kim Myong-Hui         | TPE PRK |
| Klasse tot 72 kg   | Li Yanfu       | CHN  | Yeh Wen-Hua  | TPE    | Saki Yoshida Olesya Nazarenko    | JPN TKM |
| Klasse boven 72 kg | Miho Ninomiya  | JPN  | Shon Hyun-Me | KOR    | Lee Hsiao-Hung Sharma Bittu      | TPE IND |
| Open klasse        | Miho Ninomiya  | JPN  | Li Yanfu     | CHN    | Nadejda Jeltakova Lee Hsiao-Hung | TKM TPE |

## Medaillespiegel
| Plaats | Land           | Goud | Zilver | Brons | Totaal |
| 1      | Zuid-Korea     | 6    | 4      | 1     | 11     |
| 2      | Japan          | 5    | 4      | 6     | 15     |
| 3      | China          | 2    | 2      | 6     | 10     |
| 4      | Noord-Korea    | 2    | 0      | 4     | 6      |
| 5      | Kazachstan     | 1    | 0      | 5     | 6      |
| 6      | Chinees Taipei | 0    | 2      | 6     | 8      |
| 7      | Mongolië       | 0    | 2      | 1     | 3      |
| 8      | India          | 0    | 1      | 1     | 2      |
| 9      | Oezbekistan    | 0    | 1      | 0     | 1      |
| 10     | Turkmenistan   | 0    | 0      | 2     | 2      |
| Totaal | Totaal         | 16   | 16     | 32    | 64     |